# U.S. Route 31
Pour les articles homonymes, voir Route 31.
La U.S. Route 31 (US 31) est une US Route majeure sud–nord reliant le sud de l'Alabama au nord du Michigan. Son terminus sud est à l'intersection avec la US 90 / US 98 à Spanish Fort, Alabama et son terminus nord et à un échangeur avec l'I-75 au sud de Mackinaw City, Michigan.
La US 31 traversait autrefois le Détroit de Mackinac via un service de traversier pour croiser la US 2 au nord de Saint-Ignace, Michigan, dans la Péninsule supérieure du Michigan. Plus tard, son tracé a emprunté le Pont Mackinac (qui a été changé au profit de l'I-75). Elle entrait également au centre-ville de Mobile, Alabama, via un long pont au-dessus de la Baie de Mobile.
Le segment sud de la US 31 relie les villes de Mobile, Montgomery, Birmingham et Decatur en Alabama, ainsi que Nashville au Tennessee. Le segment nord de la US 31 relie Louisville, Kentucky et Indianapolis, Indiana. Entre Nashville et Louisville, la US 31 se sépare en deux routes, la US 31W et la US 31E. Entre la Baie de Mobile et Indianapolis, la US 31 est parallèle à l'I-65.

## Description du tracé
|        | mi       | km       |
| ------ | -------- | -------- |
| AL     | 386,45   | 621,93   |
| TN     | 93,01    | 149,69   |
| US 31W | 179,20   | 288,40   |
| US 31E | 190,90   | 307,20   |
| IN     | 266,02   | 466,12   |
| MI     | 355,18   | 571,61   |
| Total  | 1 279,86 | 2 059,59 |

### Alabama

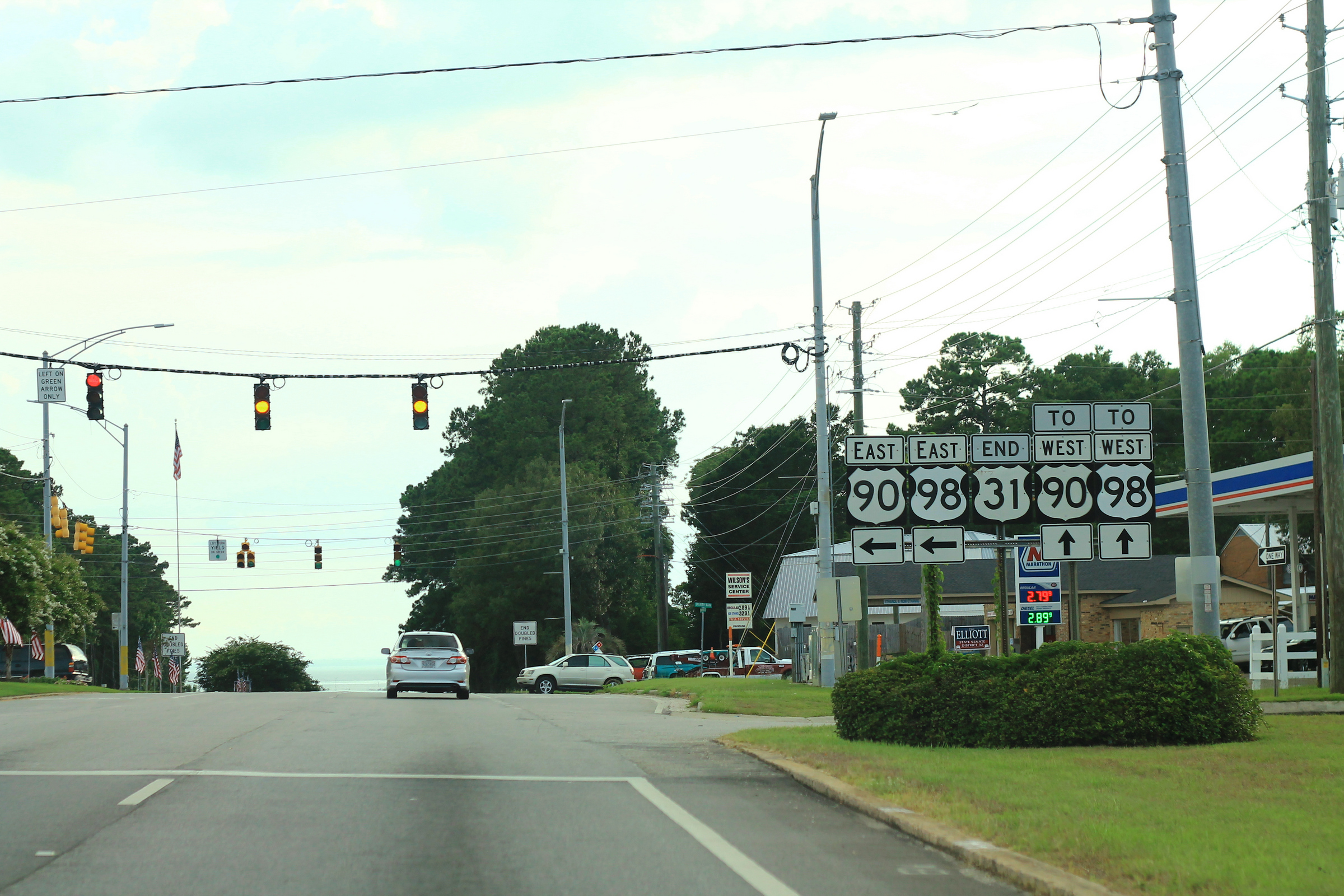
Terminus sud de la US 31 à Spanish Fort

La US 31 débute à Spanish Fort, Alabama à la jonction avec la US 90 et la US 98. Anciennement, la US 31 débutait à Mobile en multiplex avec ces deux routes. Alors que l'I-65 quitte Mobile à l'ouest de la ville, la US 31 la quitte en passant à l'est de la région métropolitaine, en passant par Bay Minette. L'I-65 a effectivement remplacé la US 31 comme route principale dans la région, reléguant la US 31 au statut de route locale.
Près d'Atmore, la route passe tout près de la limite nord-ouest de la Floride. Elle atteint ensuite Flomaton, où elle forme un multiplex avec la US 29 jusqu'à Brewton. Après Brewton, elle se dirige vers le nord-est et passe par des régions rurales et de petites villes dont Castleberry, Evergreen, Georgiana et Greenville. Bien que la US 31 est parallèle à l'I-65 depuis le début de son tracé, les deux routes ne se croisent pas avant d'atteindre le sud de Montgomery, 164 miles (264 km) au nord de Mobile. La US 31 est ensuite utilisée comme route de contournement de Montgomery. Elle se dirige vers le nord-ouest en passant par Prattville, Clanton et Pelham, avant d'atteindre Birmingham. Elle traverse la ville et y croise l'I-20 / I-59.
Elle quitte la ville par le nord et passe par Fultondale, Gardendale, Morris et Kimberly. Dans ce segment, elle est très près de l'I-65. Au nord de Warrior, elle forme un court multiplex avec l'I-65.
Après avoir quitté l'I-65, la US 31 se dirige vers le nord-est et passe par Garden City, Cullman, Hartselle, Decatur et Athens, où elle forme un second multiplex avec l'I-65, jusqu'à la frontière avec le Tennessee.

### Tennessee
Au cours du premier mile au Tennessee, la US 31 est en multiplex avec l'I-65. Elle s'en sépare au nord-ouest d'Ardmore et se trouve à l'ouest de l'autoroute. Elle passe par Elkton, Thompson's Station et Franklin avant d'entrer dans la région métropolitaine de Nashville. Elle atteint le centre-ville où elle forme un multiplex avec la US 41 et la US 431. La route contourne le Capitole du Tennessee, traverse la rivière Cumberland et croise l'I-24. Juste après avoir croisé l'autoroute, la US 31 se sépare en deux routes distinctes. D'abord, il y a la US 31W, qui forme un multiplex avec la US 41 et la US 431 puis, il y a la US 31E, sans multiplex, sous forme d'autoroute.
La US 31W / US 41 / US 431 se dirige vers le nord de Nashville. Le multiplex avec la US 431 prend fin au nord du centre-ville alors que celui avec la US 41 se termine près de Goodlettsville. La US 31W passe par Millersville et White House en longeant l'I-65. Elle atteint la frontière du Kentucky à l'ouest de Mitchellville.
La US 31E quitte Nashville par le nord-est. Elle passe par East Nashville. Son segment autoroutier prend fin à la jonction avec la SR 155 et la route passe par Hendersonville, Gallatin et Westmoreland. Entre ces deux dernières villes, elle est rejointe par la US 231 jusqu'à la frontière avec le Kentucky, au nord de Westmoreland.

### Kentucky

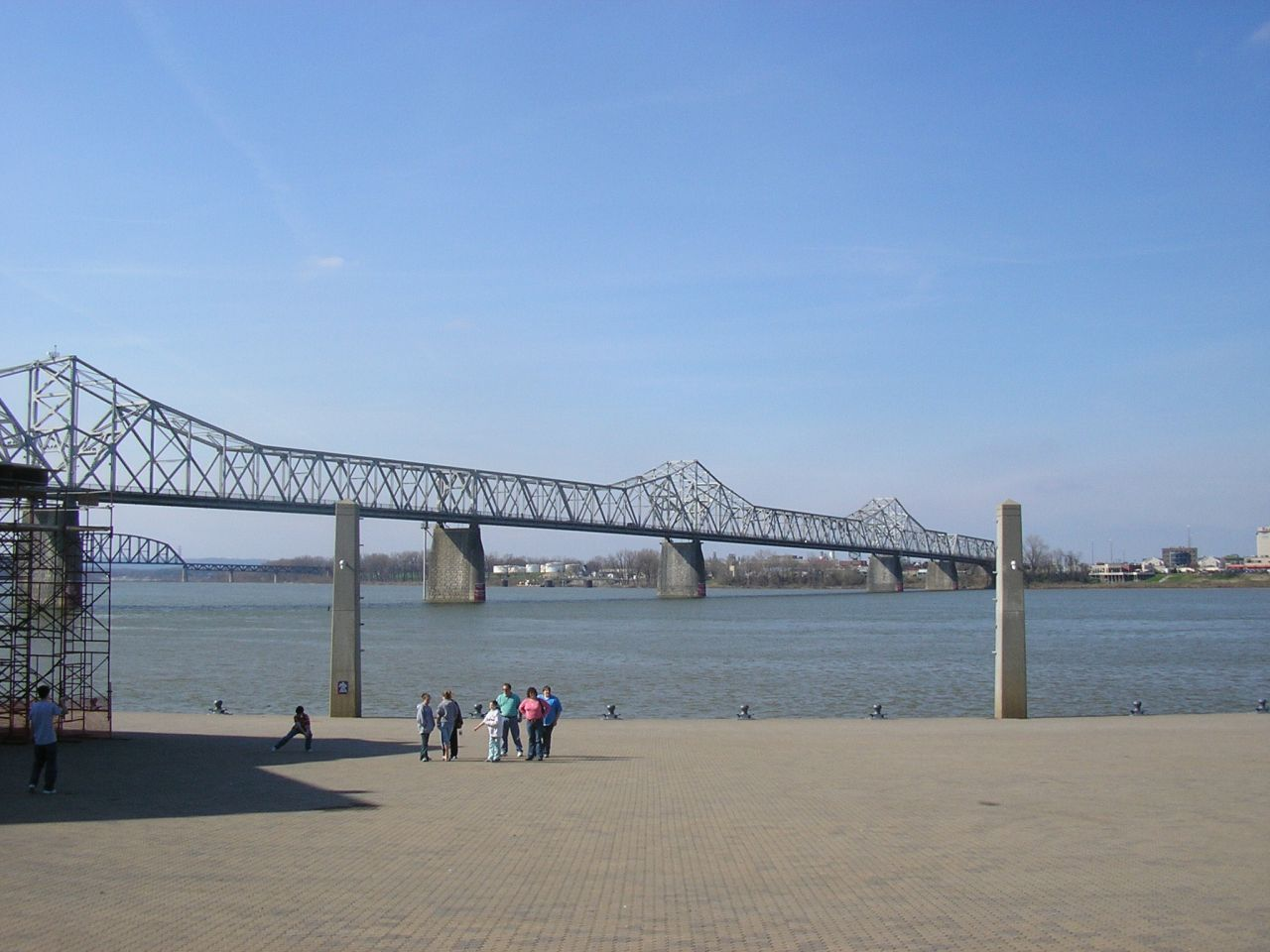
Le George Rogers Clark Memorial Bridge relie Louisville, KY et Jeffersonville, IN

La US 31W entre au Kentucky au sud de Franklin. Elle passe par cette ville, en plus de Bowling Green, Park City, Munfordville et Elizabethtown en longeant l'I-65. Dans cette dernière ville, la US 31W bifurque vers le nord-ouest et s'éloigne de l'autoroute. Elle contourne Fort Knox et atteint l'ouest de Louisville. Elle traverse les quartiers de l'ouest de la ville et atteint le centre-ville, où elle retrouve la US 31E.
La US 31E entre au Kentucky au sud de Scottsville. Elle se dirige vers le nord-est jusqu'à Bardstown, en passant par Glasgow et Hodgenville. À Bardstown, elle prend la direction du nord et traverse Mount Washington et Ashville, en multiplex avec la US 150. À Ashville, elle bifurque vers le nord-ouest et entre dans l'est de Louisville. C'est en multiplex avec la US 60 qu'elle atteint le centre-ville et qu'elle se rejoint avec la US 31W.
Au centre-ville, la US 31W et la US 31E se rejoignent et reforment la US 31. La route se dirige vers le nord et traverse immédiatement la rivière Ohio. De l'autre côté de la rivière, la route est en Indiana.

### Indiana
Après avoir traversé la rivière Ohio, la US 31 agit comme voies de desserte de l'I-65 à Jeffersonville. Elle s'en sépare au nord de Jeffersonville, à Clarksville, et se dirige vers Indianapolis en passant par plusieurs petites communautés et en étant très près de l'I-65. Lorsqu'elle atteint l'I-465, au sud d'Indianapolis, la US 31 emprunte cette autoroute de ceinture (comme la presque totalité des routes numérotées de la région d'Indianapolis) vers l'est de la ville. Elle parcourt un demi-cercle sur l'I-465 et la quitte au sud du comté de Hamilton, au nord d'Indianapolis. Elle continue vers le nord en passant par Carmel, Kokomo, Rochester, Plymouth et Lakeville. Alors qu'elle atteint le sud de South Bend, la US 31 forme un multiplex avec la US 20 à l'ouest de la ville. La US 31 passe à l'ouest d'Ardmore et traverse au Michigan.

### Michigan

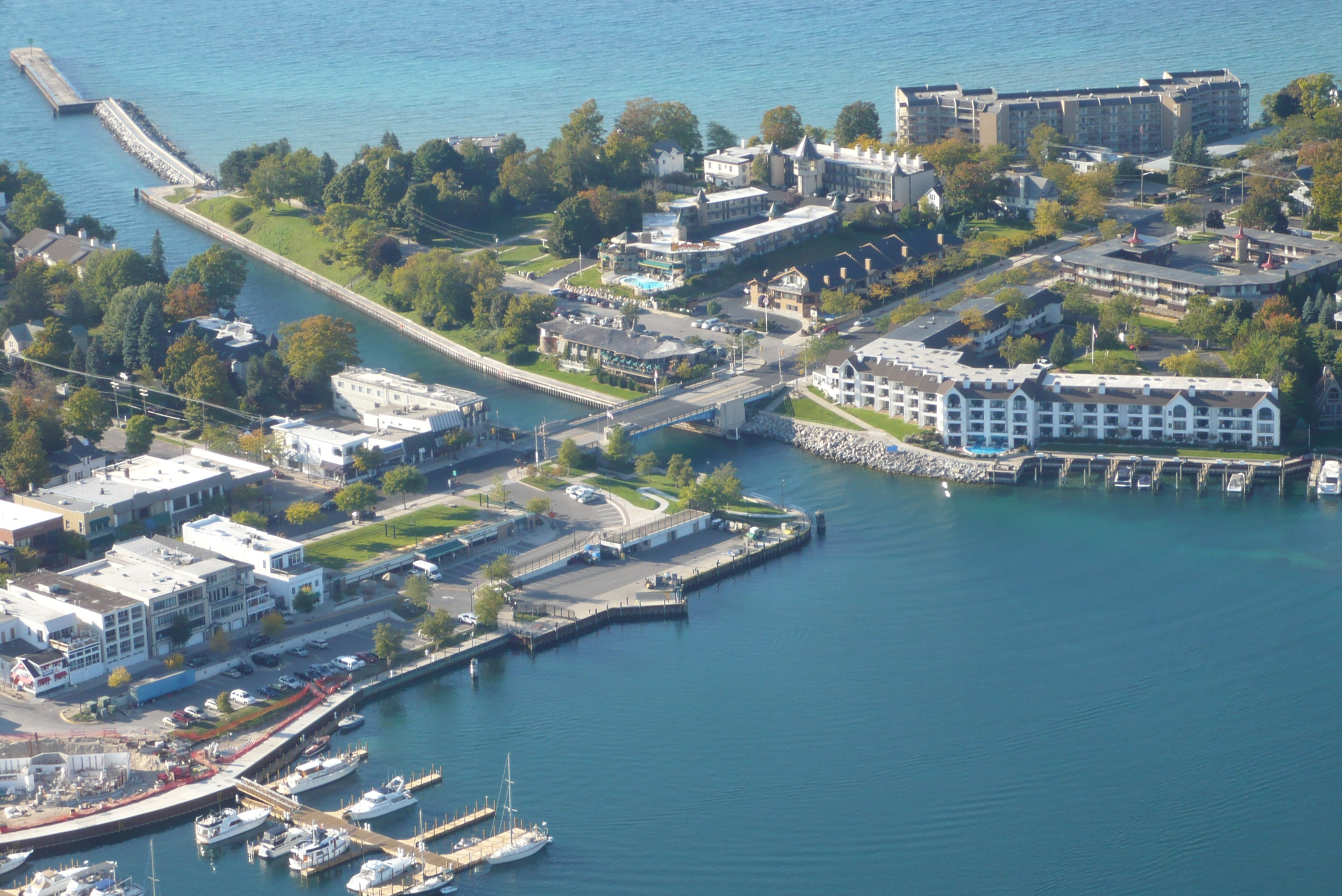
La US 31 à Charlevoix au-dessus du détroit entre le lac Charlevoix (au premier plan) et le lac Michigan

La US 31 emprunte la St. Joseph Valley Parkway vers le nord jusqu'à un échangeur avec l'I-94 près de Benton Harbor et de Saint-Joseph. Elle continue ensuite vers le nord en multiplex avec l'I-196. Elle longe ainsi les rives du Lac Michigan sur toute sa longueur dans l'état. Elle se sépare de l'I-196 au sud de Holland. La US 31 continue d'être une autoroute à quatre voies séparées alors qu'elle passe par Holland, Grand Haven, Muskegon et Ludington, où elle cesse d'être une autoroute, à la jonction avec la US 10. Elle forme un court multiplex avec celle-ci jusqu'à Scottville, où elle reprend une orientation vers le nord. Elle passe par Manistee et Beulah.
À Beulah, la US 31 bifurque vers l'est jusqu'à Grawn. Elle y tourne vers le nord pour atteindre Traverse City. Elle traverse la ville par l'est et longe la Grand Traverse Bay jusqu'à Charlevoix en passant par Elk Rapids. Elle se rend jusqu'à Petoskey, où elle croise le terminus nord de la US 131. Elle bifurque alors vers le nord-est et l'est en se dirigeant vers Mackinaw City. La US 31 prend fin à un échangeur directionnel avec l'I-75 au sud de Mackinaw City.

## Intersections majeures
Segment sud
Alabama
 US 90 / US 98 à Spanish Fort
 US 29 à Flomaton. Les routes forment un multiplex jusqu'à Brewton.
 US 84 au sud-ouest d'Evergreen. Les routes forment un multiplex jusqu'à l'est d'Evergreen.
 I-65 aux limites entre Hope Hull et Montgomery
 US 80 à Montgomery.
 US 82 à Prattville
 I-65 au nord de Prattville
 I-65 à Clanton
 I-65 à Calera
 I-65 à Alabaster
 I-459 à Hoover
 I-65 aux limites entre Hoover et Vestavia Hills
 US 280 à Homewood. Les routes forment un multiplex jusqu'à Birmingham.
 US 78 à Birmingham
 US 11 à Birmingham
 I-20 / I-59 à Birmingham
 I-22 près de Fultondale
 I-65 à Birmingham
 I-65 à Smoke Rise. Les routes forment un multiplex dans la ville.
 US 278 à Cullman
 I-65 au sud-est de Lacon
 US 72 à Athens
 I-65 à Athens. Les routes forment un multiplex jusqu'à Ardmore, Tennessee.
Tennessee
 US 64 à Pulaski
 US 31A à Pulaski
 US 412 à Columbia
 US 43 à Columbia
 I-840 à Thompson's Station
 US 431 à Franklin. Les routes forment un multiplex dans la ville.
 US 41 / US 31A / US 70S à Nashville. La US 31 / US 41 / US 70S forment un multiplex dans la ville.
 US 70 / US 431 à Nashville. La US 31 / US 431 forment un multiplex dans la ville.
 US 31W / US 31E à Nashville. La US 31W / US 41 forment un multiplex jusqu'à Goodlettsville. La US 31W / US 431 forment un multiplex jusqu'au nord du centre-ville de Nashville.
US 31W
Tennessee
 US 31 / US 31E à Nashville. La US 41 / US 431 suivent en multiplex la US 31 sud.
 I-65 à Goodlettsville
Kentucky
 I-65 au sud de Franklin
 I-165 à Bowling Green
 US 231 à Bowling Green
 US 68 à Bowling Green. Les routes forment un multiplex jusqu'au nord-est de Plum Springs.
 I-65 à Munfordville
 US 62 à Elizabethtown. Les routes forment un multiplex dans la ville.
 US 60 à Fort Knox. Les routes forment un multiplex jusqu'à Louisville.
 I-264 à Shively
 US 150 à Louisville. Les routes forment un multiplex dans la ville.
 US 31 / US 31E à Louisville. La US 60 poursuit vers l'est en multiplex avec la US 31E sud.
US 31E
Tennessee
 US 31 / US 31W à Nashville. La US 41 / US 431 suivent en multiplex la US 31 et la US 31W.
 US 231 à Bransford. Les routes forment un multiplex jusqu'à Scottsville, Kentucky.
Kentucky
 US 68 à Glasgow
 US 62 à Bardstown. Les routes forment un multiplex dans la ville.
 US 150 à Bardstown. Les routes forment un multiplex jusqu'à Louisville.
 I-265 à Ashville
 I-264 à Louisville
 US 42 / US 60 à Louisville. La US 31E / US 60 forment un multiplex dans la ville.
 US 31 / US 31W à Louisville. La US 60 poursuit en multiplex avec la US 31W sud.
Segment nord
Kentucky
 US 31W / US 31E à Louisville
Indiana
 I-65 à Jeffersonville. Les routes forment un multiplex jusqu'à l'ouest de Jeffersonville.
 I-65 au sud-est de Crothersville
 US 50 à Seymour
 I-65 à Taylorsville
 I-74 / I-465 / I-69 / US 36 / US 40 à Indianapolis. L'I-74 / US 31 / US 36 / US 40 forment un multiplex dans la ville. L'I-465 / US 31 forment un multiplex jusqu'à Carmel.
 I-65 à Indianapolis
 US 421 à Indianapolis. Les routes forment un multiplex jusqu'à Carmel.
 US 52 à Indianapolis. Les routes forment un multiplex jusqu'à Carmel.
 I-70 à Indianapolis
 US 35 à l'est de Kokomo. Les routes forment un multiplex jusqu'au nord de Kokomo.
 US 24 à Peru
 US 30 à l'est de Plymouth
 US 6 au sud-est de La Paz
 US 20 à South Bend. Les routes forment un multiplex dans la ville.
 I-80 / I-90 à South Bend
Michigan
 US 12 à Bertrand Township
 I-94 à Benton Township. Les routes forment un multiplex dans le township.
 I-196 à Benton Township. Les routes forment un multiplex jusqu'à Laketown Township.
 I-96 à Norton Shores
 US 10 à Amber Township. Les routes forment un multiplex dans le township.
 US 131 à Petoskey
 I-75 à Mackinaw Township

## Routes auxiliaires
- US 31A, route sud-nord reliant Pulaski et Nashville, au Tennessee. Elle se trouve à l'est de la US 31.
- US 131, route sud-nord reliant Middlebury, Indiana à Petoskey, Michigan.
- US 231, route sud-nord reliant Panama City, Floride à Saint John, Indiana, en passant par l'Alabama, le Tennessee et le Kentucky.
- US 331, route sud-nord reliant Santa Rosa Beach, Floride à Montgomery, Alabama.
- US 431, route sud-nord reliant Dothan, Alabama à Owensboro, Kentucky, en passant par le Tennessee.